# BOT模式

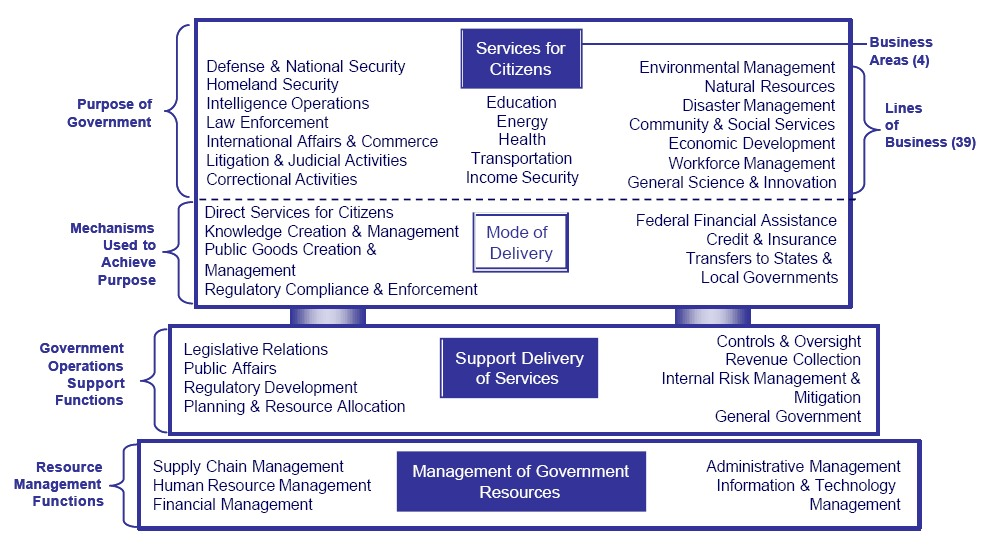
美國政府BOT架構

，是民間參與公共建設的運用模式之一，其作法為政府將規劃的工程交由民間企業（私部門）投資興建、並且經營一段時間後，再轉移由政府經營。18世紀中葉的土耳其邀請了國內外承包商共同參與規劃公共部門民營化政策，是最早採用興建、營運、移轉的模式的案例。

## 著名例子

### 澳洲
- 澳洲國立大學4座UniLodge學生宿舍（特許期由2011年起計15年，2026年交還予澳洲國立大學）

### 香港
- 海底隧道（特許期由1969年9月1日起計30年，已於1999年9月1日交還予政府。）
- 東區海底隧道（行車隧道部分特許期由1986年8月7日起計30年，已於2016年8月7日交還予政府[1]；鐵路隧道部分特許期由1986年8月7日起計，至鐵路完工日（1989年8月5日）後18年半止，已於2008年2月5日屆滿並通過地政總署移交港鐵公司。[1][2]）
- 大老山隧道（特許期由1988年7月11日起計30年，已於2018年7月11日交還予政府。）
- 西區海底隧道（特許期由1993年8月2日起計30年，已於2023年8月2日交還予政府。）
- 大欖隧道（特許期由1995年5月31日起計30年，已於2025年5月31日交還予政府。）
- 香港會議展覽中心（第一期）[3][4]

### 中國大陆

#### 北京
- 北京國家體育館（特許期由2003年11月9日起計30年，2033年11月9日交還予政府）[5]
- 北京五棵松體育館（特許期由2003年11月9日起計30年，2033年11月9日交還予政府）
- 北京國家會議中心（特許期由2003年11月9日起計30年，2033年11月9日交還予政府）
- 北京地鐵4号线（特許期由2006年4月12日起計30年，授予港鐵公司佔49%的京港地铁，2036年4月12日交還予政府轄下的北京市地鐵運營有限公司）[6]
- 北京地鐵14号线（特許期由2012年11月26日起計30年，授予港鐵公司佔49%的京港地鐵，2042年11月26日交還予政府轄下的北京市地鐵運營有限公司）[6]
- 北京地鐵16号线（特許期由2015年11月28日起計30年，授予港鐵公司佔49%的京港地鐵，2045年11月28日交還予政府轄下的北京市地鐵運營有限公司）[6]
- 北京地铁17号线（特許期計30年，起始日期未定，授予港鐵公司佔49%的京港地鐵）

#### 天津
- 天津大剧院[7]

#### 深圳
- 梧桐山隧道（特許期由1987年9月起計30年，但已經於2011年提前6年被政府買回，改為免費隧道。）[8]
- 深圳地鐵4號線（特許期由2011年6月16日起計30年，授予港鐵公司全資附屬的港鐵（深圳），2041年6月16日交還予政府轄下的深圳市地鐵集團，但龍華車輛段上蓋項目則不在此限。）[9]
- 深圳地鐵13號線（特許期未定，授予港鐵中鐵電化軌道交通（深圳）有限公司）

#### 福州
- 福州地鐵2號線（特許期由2016年11月起計28年（當中營運期佔25年），授予福州市城市地铁有限责任公司、中国电子科技集团公司第十四研究所、中鐵電氣化局、南京地鐵等合營的福州中電科軌道交通有限公司，2044年11月交還予福州市城市地铁有限责任公司。）

#### 東莞
- 東莞軌道交通1號線（特許期為由2019年1月10日起26年，授予東莞發展控股-中國中鐵等聯營公司；由於無法續建，有關專營權已於2023年5月21日提早終止，由東莞市軌道交通局續建）

#### 杭州
- 杭州地鐵1号线（特許期由2012年9月28日起計25年，授予港鐵公司佔49%的杭港地鐵，2037年9月28日交還予政府轄下的杭州地鐵集團）[10]
- 杭州地铁5号线（特許期由2017年6月26日起計25年，授予港鐵公司佔49%的杭港地鐵，2042年6月26日交還予政府轄下的杭州地鐵集團）

### 歐洲
- 英法海底隧道，預定的總投資額為103億美元，但因施工過程重新評估地質，最後所需的資金達120億美元。投資者英法海峽隧道公司（Eurotunnel，後改名為Getlink）為英國、法國兩國的銀行和財團，建造時間歷時7年，於1994年完工。建造完成後，英法兩國政府協議，英法海峽隧道公司的特許期由55年延長到99年，特許期到2093年。
- 華士古·達伽馬大橋，位於葡萄牙首都里斯本的跨海大橋，由葡、英、法國公司組成的私營財團Lusoponte興建並經營。
- 密佑高架橋，為法國政府與埃法日集團（Groupe Eiffage）合作開發，是全世界高度最高的高架橋。

## 弊病

### 香港情況
只要隧道實際收入低於附表列明的最低估計淨收入，即可加價而不用政府審批，如大欖隧道，因疫情以來及屯赤隧道通車後車流量不斷下減，收益錄得跌幅而在2021年至2023年連續3年加價，令其他道路如屯門公路車流上升。
有見此弊病，近年興建的行車隧道並沒有使用該模式，如沙田嶺隧道、尖山隧道、屯赤隧道及將藍隧道。